# Рајхстал
Рајхстал (њем. Reichsthal) општина је у њемачкој савезној држави Рајна-Палатинат. Једно је од 81 општинског средишта округа Донерсберг. Према процјени из 2010. у општини је живјело 106 становника. Посједује регионалну шифру (AGS) 7333202.

## Географски и демографски подаци
Рајхстал се налази у савезној држави Рајна-Палатинат у округу Донерсберг. Општина се налази на надморској висини од 347 метара. Површина општине износи 2,2 km². У самом мјесту је, према процјени из 2010. године, живјело 106 становника. Просјечна густина становништва износи 49 становника/km².